# Dinastia Terter
Familia Terter (în bulgară Тертер) a fost o familie nobilă de origine bulgară. Dar s-ar putea să aibă origini cumane, fiind înrudiți cu clanul Terteroba.

## Familie conducătoare înBulgaria
În 1280, George Terter a devenit țar al bulgarilor. Alianța sa făcută cu Carol de Sicilia și cu regele Serbiei împotriva Imperiului Bizantin a dat greși datorită revoluției din Sicilia (Vecerniile Siciliene) și a atacurilor mongole la sud de Dunăre. În 1282 a făcut pace cu bizantini, dar mongolii au atacat din nou Bulgaria, în 1292, fiind nevoit să se refugieze la Constantinopol. În 1299, ginerele lui George, Chaka, de neam mongol, devine țar. În 1300, Teodor Sveatoslav, fiul lui George I, îl alungă pe Chaka de pe tron. Domnia lui Teodor și a a fiului său George II Terter au fost marcate de lupte cu bizantini în Tracia și Macedonia. În 1323, George II a murit tânăr, ne-având moștenitori direcți, fiind succedat de vărul său Mihail III Șișman.

## Familie conducătoare înDobrogea
Unul dintre membrii acestei familii, Balică, a creat în 1320/5, Principatul de Cavarna, ce se întindea de la cetatea Mesembria la Delta Dunării. Mai târziu, fiul său, Dobrotici, se declară despot. Pe toată durata principatului, conducătorii au purtat un război aproape continuu cu bulgarii, bizantinii și turcii. În 1388, Ivanco, ultimul despot dobrogean, moare în luptă cu turcii, însă Dobrogea intră în componența Țării Românești, devenind o zonă de conflict între români și turci.